# Wiesen (Unterfranken)
Wiesen ist eine Gemeinde im unterfränkischen Landkreis Aschaffenburg. Die Gemeinde ist Mitglied der Verwaltungsgemeinschaft Schöllkrippen.

## Geografie

Gemeindegebiet von Wiesen

Gemarkung von Wiesen

### Geografische Lage
Wiesen liegt in der Region Bayerischer Untermain an der Landesgrenze zu Hessen. Das Dorf befindet sich im Aubachtal an den Staatsstraßen 2305 (Deutsche Ferienroute Alpen–Ostsee) und 2905 (Spessart-Höhenstraße). In der Nähe des Wiesbüttsees hat das Gemeindegebiet eine kleine Exklave, die durch den Wiesener Forst vom Hauptgebiet getrennt ist. Der topographisch höchste Punkt der Gemeindegemarkung ist der Gipfel des Hohen Sang mit 482 m ü. NHN (Lage), der niedrigste liegt am Aubach südlich von Wiesen auf 329 m ü. NHN (Lage). Durch Wiesen führt der Fränkische Marienweg.

### Gemeindegliederung
Es gibt nur einen Gemeindeteil auf der Gemarkung Wiesen.

### Nachbargemeinden
|                                        | Wiesener Forst (Gemeindefreies Gebiet)      | Biebergemünd und Flörsbachtal          |
| Wiesener Forst (Gemeindefreies Gebiet) | Kompassrose, die auf Nachbargemeinden zeigt | Wiesener Forst (Gemeindefreies Gebiet) |
|                                        | Markt Frammersbach                          |                                        |

## Name

### Namensherkunft
Das Grundwort im Namen Wiesen ist eine Pluralform vom althochdeutschen Wort wisa, das Wiese bedeutet, und weist auf die geografische Lage im oberen, unbewaldeten Talabschnitt des Wiesenbaches (heute Aubach) hin.

### Frühere Schreibweisen
Frühere Schreibweisen des Ortes aus diversen historischen Karten und Urkunden:
| Jahr | Schreibweise         |
| ---- | -------------------- |
| 1057 | Wisun (nur Flurname) |
| 1331 | Wiesin               |
| 1339 | Wiesen               |

## Geschichte

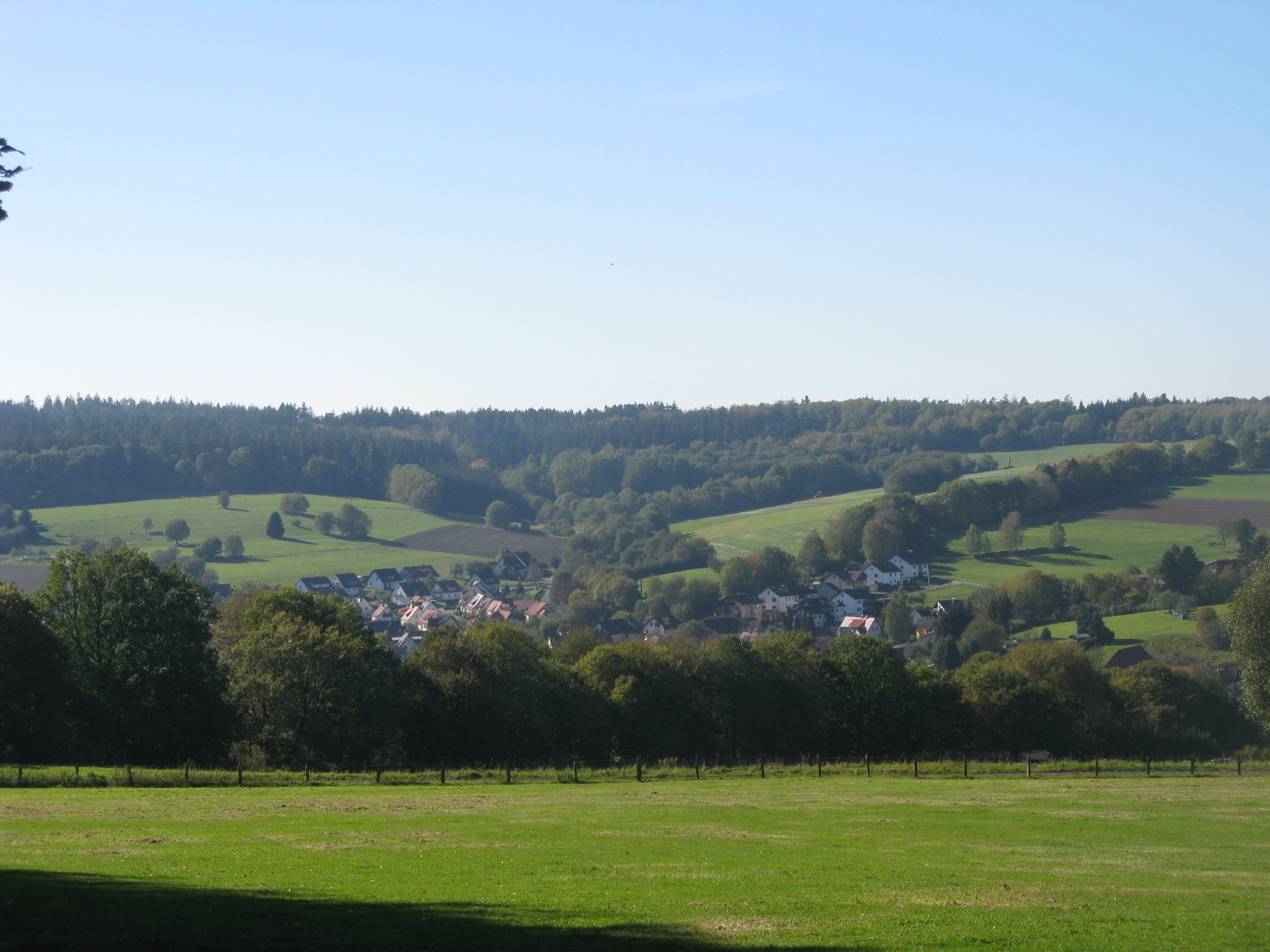
Ortsansicht Wiesen

### Bis zur Gemeindegründung
Wiesen wurde 1339 erstmals urkundlich erwähnt. Es gehörte zum Herrschaftsbereich der Grafen von Rieneck; im 16. Jahrhundert ging es über an Kurmainz, wo es bis zum Reichsdeputationshauptschluss verblieb.
1803 wurde es zugunsten des neugebildeten Fürstentums Aschaffenburg des Fürstprimas von Dalberg säkularisiert und fiel 1814 (jetzt ein Departement des Großherzogtums Frankfurt) an Bayern. Im Zuge der Verwaltungsreformen in Bayern entstand mit dem Gemeindeedikt von 1818 die heutige Gemeinde.

### Verwaltungszugehörigkeit
Im Jahr 1862 wurde das Bezirksamt Lohr am Main gebildet, auf dessen Verwaltungsgebiet Wiesen lag. 1939 wurde wie überall im Deutschen Reich die Bezeichnung Landkreis eingeführt. Wiesen war nun eine der 26 Gemeinden im Landkreis Lohr am Main. Mit der Auflösung des Landkreises Lohr im Zuge der bayerischen Gebietsreform im Jahre 1972 wurde ein Großteil der Gemeinden dem heutigen Landkreis Main-Spessart zugeschlagen. Auch Wiesen kam zu diesem neuen Landkreis, der zunächst Landkreis Mittelmain hieß, wechselte jedoch am 1. Juli 1976 in den Landkreis Aschaffenburg.

### Heute
Dank des nahen Wiesbüttmoors und Wiesbüttsees ist Wiesen heute an moderatem Wandertourismus im Spessart angeschlossen, hat sich aber seinen traditionellen Charakter mit wenigen Landgasthöfen, Geschäften, infrastrukturellen Einrichtungen und Handwerksbetrieben bewahrt. In einer kleinen Privatbrauerei von 1888 stellt Wiesen sein eigenes Bier her.

### Einwohnerentwicklung
| Jahr | Einwohner |
| ---- | --------- |
| 1961 | 1021      |
| 1970 | 1076      |
| 1987 | 1050      |
| 1991 | 1160      |
| 1995 | 1135      |
| 2000 | 1152      |
| 2005 | 1117      |
| 2010 | 1056      |
| 2015 | 1031      |
| 2018 | 1019      |
| 2022 | 1059      |
| 2023 | 1042      |

Im Zeitraum 1988 bis 2018 sank die Einwohnerzahl von 1051 auf 1019 um 32 Einwohner bzw. um 3 %. In den 1990er Jahren hatte die Gemeinde rund 1150 Einwohner. 
Quelle: BayLfStat

## Politik

### Gemeinderat
Der Gemeinderat besteht aus zwölf Ratsmitgliedern. Dies ist die festgelegte Anzahl für eine Gemeinde mit einer Einwohnerzahl zwischen 1001 und 2000. Der Gemeinderat wird für jeweils sechs Jahre gewählt.
Stimmberechtigt im Rat der Gemeinde ist außerdem der Erste Bürgermeister. 
Die Kommunalwahlen in Bayern 2014 und 2020 ergaben folgende Ergebnisse:
| Partei           | Anzahl Sitze | Veränderung |
| ---------------- | ------------ | ----------- |
| Dorfgemeinschaft | 12           | ± 0         |

| Partei           | Anzahl Sitze | Veränderung |
| ---------------- | ------------ | ----------- |
| Dorfgemeinschaft | 12           | ± 0         |

### Bürgermeister
Erster Bürgermeister ist Willi Fleckenstein (Wählergemeinschaft Dorfgemeinschaft). Dieser wurde bei der Bürgermeisterwahl am 16. März 2014 mit 83,20 % der Stimmen gewählt. Die Wahlbeteiligung betrug 69,7 %. Am 15. März 2020 wurde er mit 98,1 % der Stimmen bei einer Wahlbeteiligung von 70,3 % im Amt bestätigt.

### Wappen
| | Blasonierung: „In Rot übereinander ein untenhalbes silbernes Rad, ein goldenes Hirschgeweih und eine silberne Muschel.“ |
| Wappenbegründung: Die Gemeinde Wiesen gehörte geschichtlich den Grafen von Rieneck bis zu deren Aussterben 1559. Sie ging dann an das Erzstift Mainz, das dort im Spessart ein Jagdschloss errichtete. Im Wappen erinnert das Hirschgeweih und das halbe Mainzer Rad an das Kurfürstentum Mainz, zu dem der Ort gehörte. Die Muschel ist das Symbol des heiligen Jakob. Sie weist auf die Pfarrkirche hin, die dem Heiligen geweiht ist. An die Grafen von Rieneck erinnern die Farben Rot und Gold im Wappen. Sie waren mit dem Ort eng verbunden. Die Gemeinde führt das Wappen seit dem 22. Juli 1985. | |

## Wirtschaft und Infrastruktur

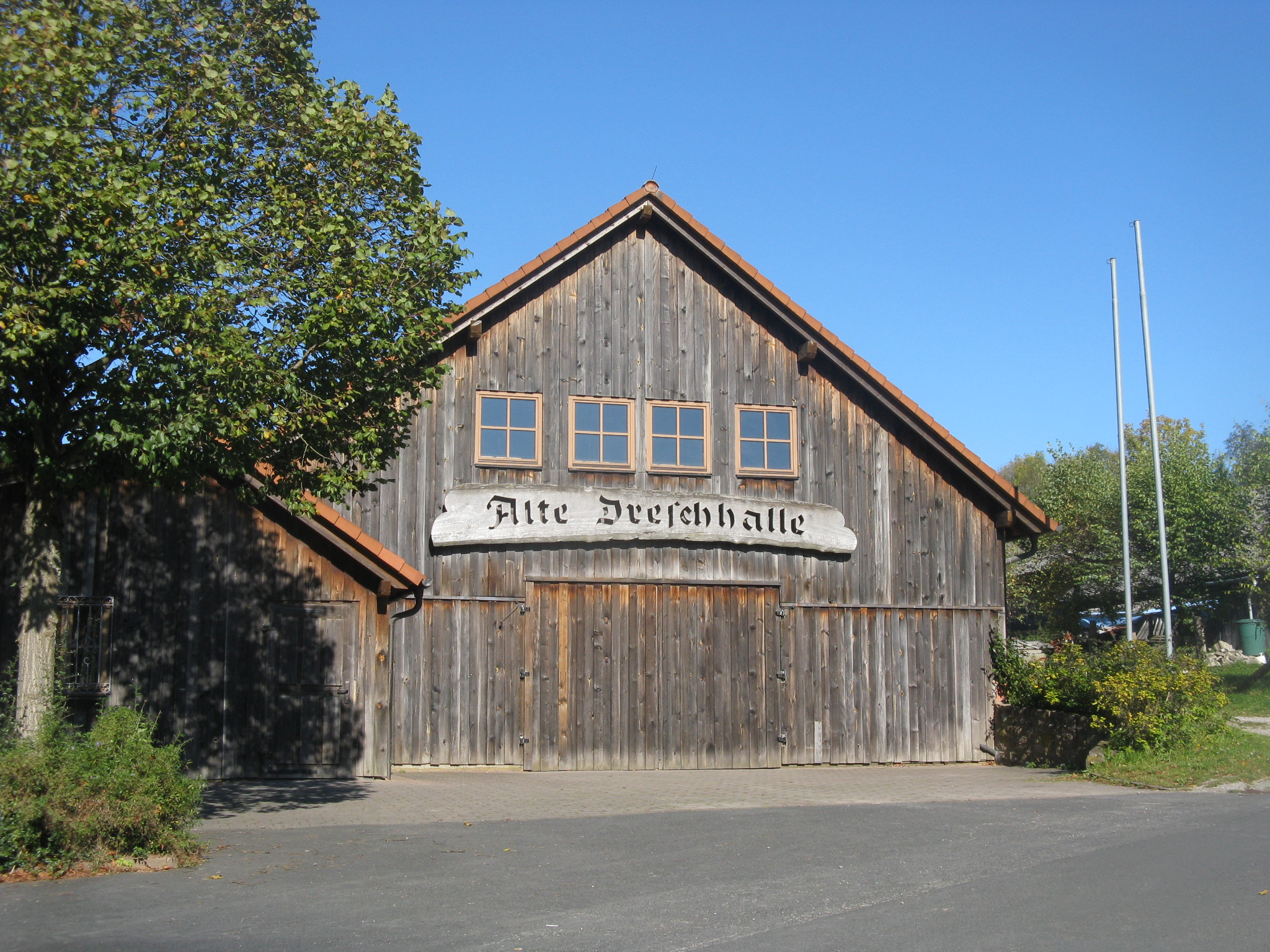
Alte Dreschhalle Wiesen

Die Gemeindesteuereinnahmen betrugen im Jahr 2020 umgerechnet 1.852 T€, davon waren 1.076T€ (netto) Gewerbesteuereinnahmen.
Wirtschaft einschließlich Land- und Forstwirtschaft:
Im Jahre 2020 gab es nach der amtlichen Statistik im produzierenden Gewerbe 91 und im Bereich Handel und Verkehr keine sozialversicherungspflichtig Beschäftigten am Arbeitsort. In sonstigen Wirtschaftsbereichen waren am Arbeitsort zwölf Personen sozialversicherungspflichtig beschäftigt. Sozialversicherungspflichtig Beschäftigte am Wohnort gab es insgesamt 446. Im verarbeitenden Gewerbe gab es einen, im Bauhauptgewerbe vier Betriebe. Zudem bestanden im Jahr 2016 drei landwirtschaftliche Betriebe mit einer landwirtschaftlich genutzten Fläche von 197 ha, davon waren 197 ha Dauergrünfläche.

## Kultur und Sehenswürdigkeiten
- Das Schloss Wiesen der Mainzer Kurfürsten (1597) ist ein dreigeschossiger Kasten mit Rundturm im Ortskern; ob der Renaissancebau wirklich Jagdschloss war, ist nicht belegt. Das Gebäude befindet sich heute in Privatbesitz und wird aufwendig und liebevoll von dem privaten Bauherren restauriert, die vom Spessartprojekt mit begleitenden archäologischen Forschungen unterstützt werden und interessante Einblicke in die Baugeschichte des Schlosses vermittelten. Es konnte ein spätmittelalterlicher Vorgängerbau nachgewiesen werden: ein steinernes Haus, von dem sich noch der ursprüngliche Gewölbekeller erhalten hat. Die Besiedelungsspuren auf dem Anwesen reichen jedoch bis ins 13. Jahrhundert zurück.[8]
- Neben dem „Jagdschloss“ steht die barocke Pfarrkirche St. Jakobus, ein einschiffiger Saalbau von 1724 mit drei Altären und Kanzel aus der Entstehungszeit.
- Für lokale Veranstaltungen und Festivitäten genutzt wird die Alte Dreschhalle von 1936 (Neubau von 1992 nach einem Brand 1991).
- An der Kreuzkapelle von 1883 (restauriert 2011) oberhalb des Ortes, auf der Anhöhe Hoher Sang, befindet sich ein Kreuzweg. Das vor der Kapelle aufgestellte Pestkreuz, datiert auf 1610, stand ursprünglich in der Ortsmitte.
- An der Kreuzkapelle kommt der Eselsweg vorbei, der zwei Kilometer weiter die Birkenhainer Straße kreuzt. An diesem wichtigen Kreuzungspunkt zweier historischer Fernhandelswege hat der Spessartbund 1932 dem Heimatforscher Karl Kihn ein Denkmal gesetzt (so genannter Dr. Karl Kihn-Platz).
- Der Volkerstein befindet sich oberhalb der Alten Dreschhalle. Stele aus Buntsandstein zur Erinnerung an Volker Helleiner aus Aschaffenburg. Er lebte zuletzt in Wiesen und war Eigentümer des hinter der Stele quer zum Hang verlaufenden Geländestreifens, seinerzeit Acker, nun dauerhafte ökologische Nutzung (Feldhecke) durch die Gemeinde Wiesen. Inschrift auf der Vorderseite (Rainer Maria Rilke, 1875–1926): „Wandelt sich rasch auch die Welt / wie Wolkengestalten / alles Vollendete fällt / heim zum Uralten“. Inschrift auf der Rückseite: „Zum Gedenken an / Volker Helleiner / * 21.4.1959 † 27.2.1996 / errichtet im Jahr 2000 von / seinen Eltern und Brüdern. / Du hast mit und von / diesem Stück Erde gelebt / und der Natur zurückgegeben / was Du von ihr bekommen hast“. Entwurf und Fertigung: Helmut Hirte, Bildhauer und Steinmetz, Aschaffenburg.

### Bodendenkmäler

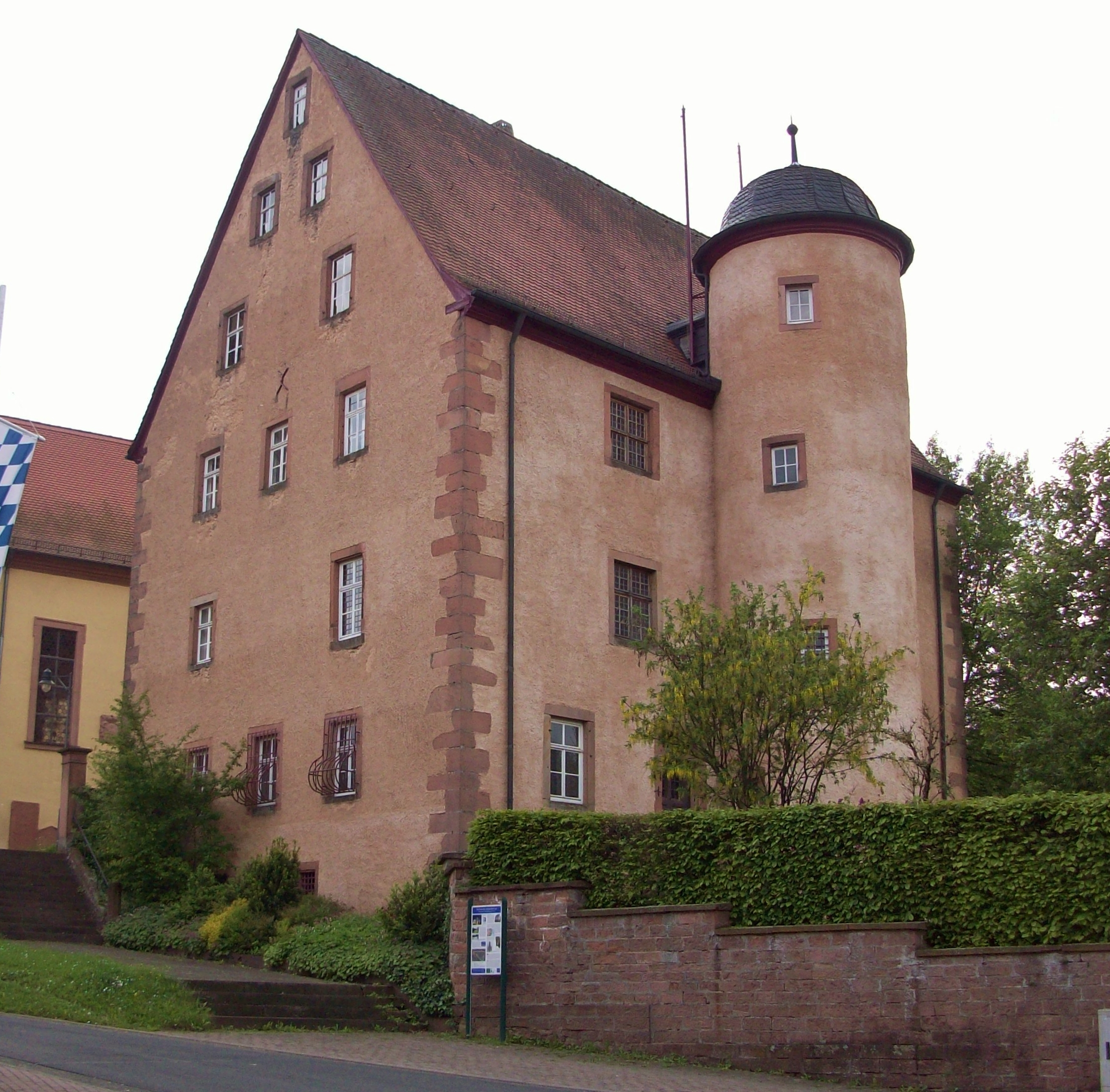
Das Schloss Wiesen mit Treppenturm
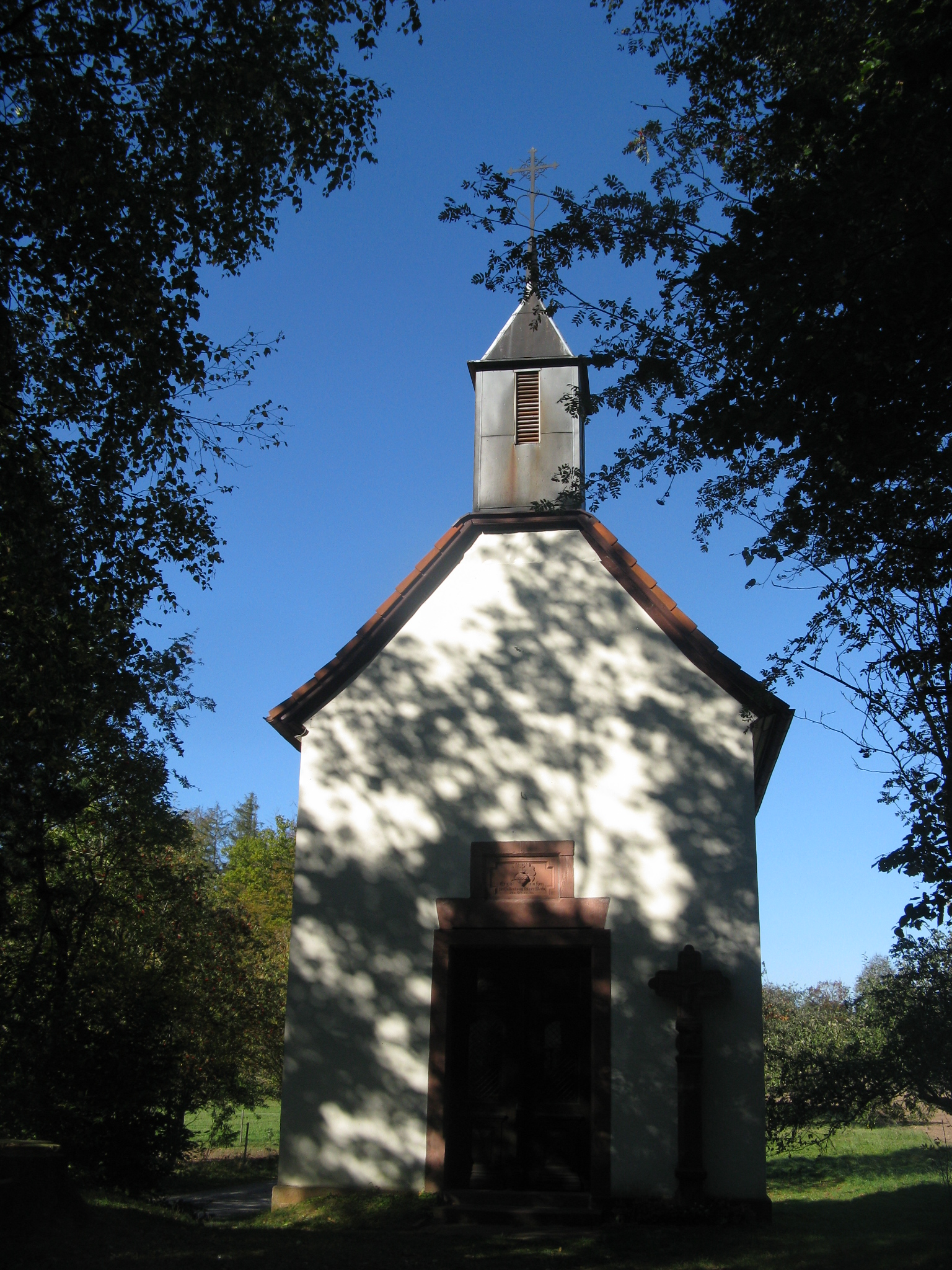
Kreuzkapelle Wiesen
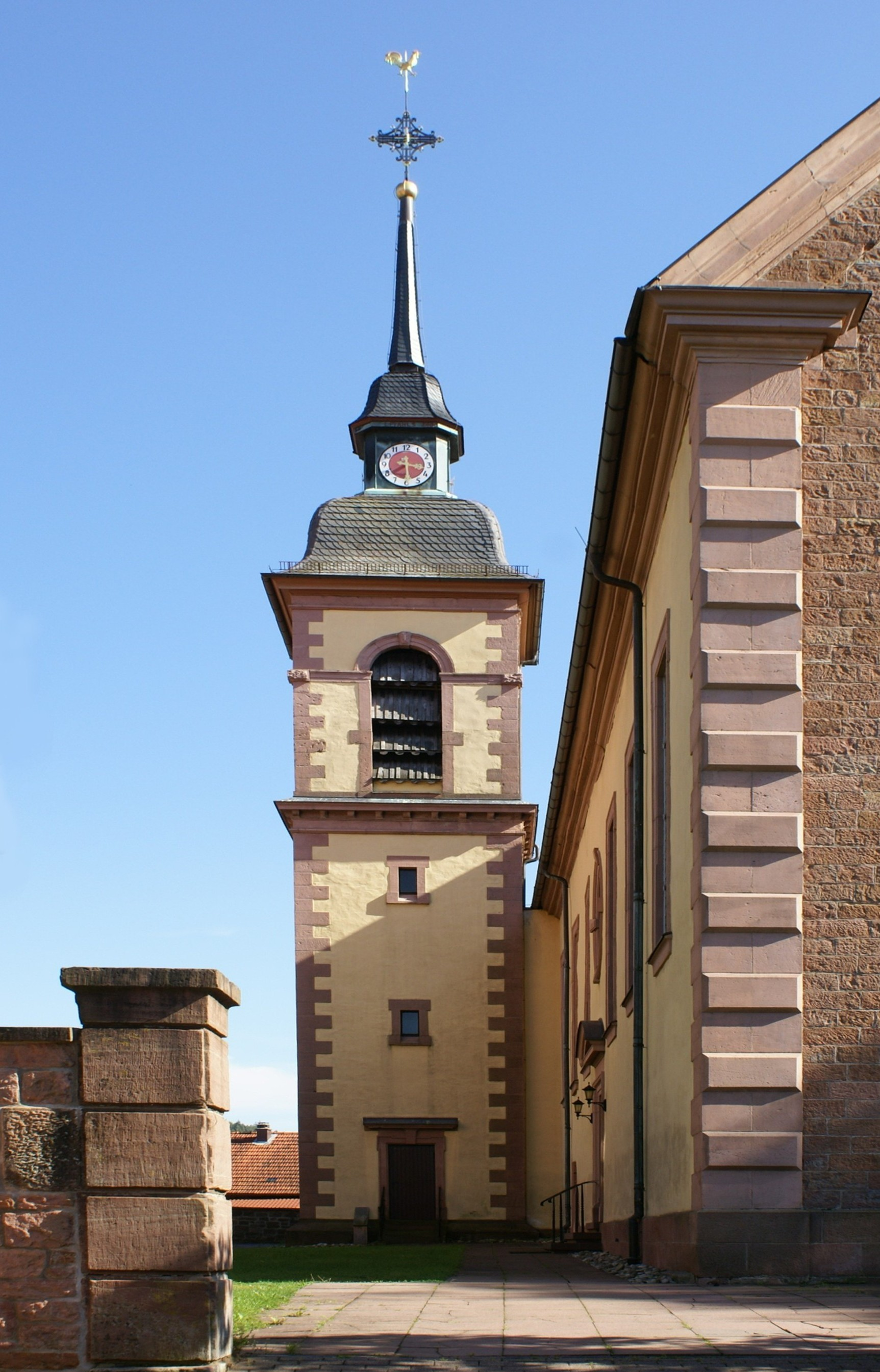
St. Jakobus in Wiesen

### Bildung
Im Jahre 1999 gab es folgende Einrichtungen:
- Kindergarten: 50 Kindergartenplätze mit 45 Kindern
- Schule mit vier Klassenzimmern, Turnhalle und Schlittenfahrhang

## Persönlichkeiten
- Magnus Will (* 1834 in Wiesen; † 1896 in Aschaffenburg), Jurist und Politiker, Bürgermeister der Stadt Aschaffenburg
- Oscar Büdel (1923–2001), Romanist